# Forbáth Imre (mérnök)
Forbáth Imre, 1906-ig Fischer (Érsekújvár, 1875. április 14. – NSZK, 1952 körül) mérnök, egyetemi tanár, a városrendezés jelentős magyar úttörője.

## Élete
Fischer Ármin és Kohn Berta gyermekeként született zsidó családban. Tanulmányait Bécsben, Zürichben és Berlin-Charlottenburgban végezte. 1898 és 1904 között Gotha, Magdeburg és Frankfurt am Main városok mérnöki hivatalaiban dolgozott. 1904-ben Darmstadtban műszaki doktori oklevelet, 1906-ban a budapesti József Műegyetemen magántanári képesítést szerzett. Tanítványai között volt Hugyecz László is, akinek városrendezést tanított. Gyakorlati mérnöki működését különböző német városokban kezdte, majd hazatérve több vidéki város közművesítését vezette. Az ő tervei szerint létesült Nagyszeben, Brassó és Marosvásárhely csatornázása, Resicabánya vízellátása, Székesfehérvár és Újvidék vízvezetéke és csatornázása. Több hazai és – részben Warga Lászlóval közösen – nemzetközi városrendezési és közművesítési pályázaton díjat nyert (Bergen, Várna, Rusze stb.). Az 1930-as években a Nitrogéngyár vezérigazgatója volt. A szakirodalom terén is jelentékeny munkásságot fejtett ki. 1944-ben elhagyta Magyarországot.

## Családja
Házastársa Popper Olga (1890–?) volt, Popper Sámuel kereskedő, bankház-tulajdonos és Latzkó Berta lánya, akit 1913. február 1-jén Budapesten vett nőül.
Gyermekei
- Forbáth Éva (1913–?), férje gyömörői Áldor Adolf Péter gépészmérnök.
- Forbáth Zsuzsanna (1919–?), férje Böhm Sándor.
- Forbáth Tamás

## Főbb művei
- Die Kanalisation von Mainland (Lipcse, 1902)
- Der Bau der Städte an Flüssen (Frankfurt am Main, 1904)
- Várna városának vízellátása és csatornázása (Budapest, 1905, nemzetközi pályázaton díjazott tervezet)
- Városok építése különös tekintettel a szociális és gazdasági szempontokra (Budapest, 1906)
- Öntözés városi szennyvizekkel (Budapest, 1906)
- A lakáskérdés és Budapest jövője (1906)
- Kleinwohnungsfürsorge in englische Städten (Lipcse, 1906)
- A budapesti gázkérdés (Műszaki és pénzügyi tanulmány a városok világításáról, Budapest, 1908)
- Brassó szab. kir. városának szabályozó terve (A Magyar Mérnök és Építész Egylet közlönye, 1911)
- Pozsony szabályozási és vasútrendezési terve (A Magyar Mérnök és Építész Egylet közlönye, 1911)
- A főváros műszaki igazgatásának újjászervezése (Városi szemle, 1911)
- Städtebauliche Studien (Lipcse, 1912)
- Marosvásárhely csatornázása (Budapest, 1913)
- Székesfehérvár szab. kir. város vízellátása és csatornázása (A Magyar Mérnök és Építész Egylet Közlönye, 1914)
- Pozsony szabályozási és vasútrendezési terve (Budapest, 1931)